# 국가평생교육진흥원
국가평생교육진흥원(國家平生敎育振興院, National Institute for Lifelong Education, 약칭: NILE)은 평생교육진흥 관련업무를 지원하기 위하여 설립된 대한민국 교육부 산하 기타공공기관이다. 서울특별시 강서구 마곡중앙로 105-7 K스퀘어 마곡 타워 1에 위치하고 있다.

## 설립 근거
- 평생교육법[3]

## 주요 업무
- 평생교육진흥을 위한 지원 및 조사 업무
- 평생교육진흥위원회가 심의하는 기본계획 수립의 지원
- 평생교육프로그램 개발의 지원
- 평생교육사를 포함한 평생교육 종사자의 양성·연수
- 평생교육기관간·단체 간 연계 및 협력체제 구축
- 시·도평생교육진흥원에 대한 지원 및 협력
- 정보화 및 온라인 기반 관련 평생교육의 관리·운영
- 「학점인정 등에 관한 법률」 및 「독학에 의한 학위취득에 관한 법률」에 따른 학점 또는 학력인정에 관한 사항
- 학습계좌의 통합 관리·운영
- 문해교육의 관리·운영에 관한 사항
- 법령에 따라 위탁받은 업무

※ 한국방송통신대학교에서 운영한 독학학위검정원과 한국교육개발원에서 운영한 평생교육센터, 학점은행센터를 통합하여 평생교육진흥원 설립하였고, 국가평생교육원으로 개편

### 독학학위검정센터
- 1990년 4월 독학에 의학 학위취득에 관한 법률 제정
- 1990년 6월 중앙교육평가원에 학위검정부 설치
- 1998년 1월 한국방송통신대학교로 이관

### 학점은행센터
- 1997년 1월 학점인정 등에 관한 법률 제정
- 1997년 9월 학점은행제 주관기관으로 한국교육개발원 지정
- 1998년 3월 학점은행제 운영사업 개시

### 평생교육센터
- 1999년 8월 평생교육법 전문 개정
- 2000년 2월 평생교육센터 주관기관으로 한국교육개발원 지정
- 2000년 3월 평생교육센터 설치

### 평생교육진흥원
- 2007년 11월 22일 평생교육법 전부개정안 국회의결
- 2007년 12월 14일 평생교육법 개정 공포
- 2007년 12월 20일 평생교육진흥원 정관 인가
- 2008년 1월 2일 평생교육진흥원 설립 등기
- 2008년 1월 11일 초대 박인주 원장 취임
- 2008년 2월 15일 평생교육진흥원 개원
- 2010년 11월 24일 제2대 최운실 원장 취임

### 국가평생교육진흥원
- 2012년 4월 20일 평생교육진흥원을 국가평생교육진흥원으로 개편[4]
- 2014년 4월 29일 제3대 기영화 원장 취임
- 2016년 2월 5일 국가문해교육센터 출범
- 2018년 1월 1일 제4대 윤여각 원장 취임
- 2018년 3월 23일 평생교육이용권(평생교육바우처) 제공 서비스 개시
- 2018년 12월 31일 장애대학생 도우미 지원 사업 운영기관 지정
- 2019년 1월 3일 학교협동조합 중앙지원센터 운영기관 지정
- 2021년 2월 15일 제5대 강대중 원장 취임
- 2021년 2월 25일 2021년 학점은행제·독학학위제 학위수여식 개최
- 2021년 7월 제10회 전국 성인문해교육 온라인 시화전 운영
- 2021년 7월 28일 평생학습 공동웹진(평생학습e음)창간
- 2021년 8월 K-MOOC×JTBC '차이나는 클라스' K-MOOC×EBS '위대한 수업, 그레이트 마인즈' 방영
- 2021년 11월 5일~8일 제7회 대한민국 평생학습박람회 개최(순천시)
- 2021년 12월 1일 '대학정보공시 항목별 관리기관' 지정
- 2022년 2월 10일 기관 혁신자문단 최초 운영
- 2022년 2월 25일 2022년 학점은행제·독학학위제 학위수여식 개최
- 2022년 9월 26일~27일 2022 평생학습, 교육의 미래 콘퍼런스 개최
- 2022년 10월 7일 2022 대한민국 평생학습대전 개최
- 2022년 10월 9일 대한민국 문해의 달 맞이 KBS 열린음악회 개최
- 2022년 12월 28일 '제5차 평생교육진흥 기본계획(2023~2027)' 발표
- 2023년 2월 24일 2023년 학점은행제·독학학위제 학위수여식 개최
- 2023년 6월 21일 개원 최초 경영평가 "A등급" 달성
- 2023년 7월 18일 기관 국민참여혁신단 최초 운영
- 2023년 7월 25일 2023년 교육기부 우수기관 선정(교육부·한국과학창의재단)
- 2023년 9월 18일~19일 2023 평생학습, 교육의 미래 콘퍼런스 개최
- 2023년 11월 2일 2023년 지역사회공헌 인정기업 선정(보건복지부·한국사회복지협의회)
- 2023년 11월 2일~4일 제8회 대한민국 평생학습박람회 개최
- 2024년 2월 23일 2024년 학점은행제·독학학위제 학위수여식 개최
- 2024년 4월 5일 NILE 사회공헌의 날 제정·도입
- 2024년 8월 26일 국가평생학습포털 온국민평생배움터 개통
- 2024년 9월 20일 서울중구지역 공공기관 ESG 협의체(한국건강가정진흥원, 한국노인인력개발원 서울지역본부, 서민금융진흥원) 업무 협약 체결
- 2024년 10월 18일~19일 제3회 교육형평성 국제 컨퍼런스(EEC2024) 공동 기획·운영(태국 방콕)
- 2024년 11월 7일 2년 연속 지역사회공헌 인정기업 선정(보건복지부·한국사회복지협의회)
- 2024년 12월 12년 연속 가족친화기관 (여성가족부) 자격 인증
- 2024년 12월 31일 평생교육시설 정보 최초 공시

## 조직

### 이사회

#### 국가평생교육진흥원장
- 감사실

##### 기획경영본부
- 기획조정실
- 인사총무실
- 재무회계실
- 대외협력실
- 정보화실

##### 평생교육정책본부
- 지역평생교육실
- 국가문해교육센터
- 평생교육바우처실
- 평생교육사자격실
- 정책연구실

##### 학점・학력 인증본부
- 평가기획운영실
- 사후관리지원실
- 학사행정·상담실
- 독학학위검정실

##### 디지털평생교육본부
- 디지털정책기획실
- K-MOOC운영실
- 평생학습시스템구축실
- 학습플랫폼운영실

##### 대학·학교평생교육본부
- 대학평생교육실
- 전국학부모지원센터
- 중앙다문화교육센터